# اماپتای، ارود
اماپتای، ارود (به انگلیسی: Ammapettai, Erode) یک منطقهٔ مسکونی در هند است که در تامیل نادو واقع شده‌است.

## خصوصیات
اماپتای ۸٬۹۹۱ نفر جمعیت دارد و ۱ متر بالاتر از سطح دریا واقع شده‌است.